# La Grande Île
Pour les articles homonymes, voir Grande-Île.
La Grande Île est une île du Québec (Canada), située sur le fleuve Saint-Laurent près du lac Saint-Pierre dans l'archipel du Lac Saint-Pierre. Cette île comprend le refuge faunique de la Grande-Île qui protège la plus grande héronnière de l'Amérique du Nord.
L'île fait partie du territoire de Saint-Ignace-de-Loyola.